# Chrysler 300
Chrysler 300 — це повнорозмірні автомобілі, що виробляються концерном Chrysler з 2004 року.

## Перше покоління (2004—2011)

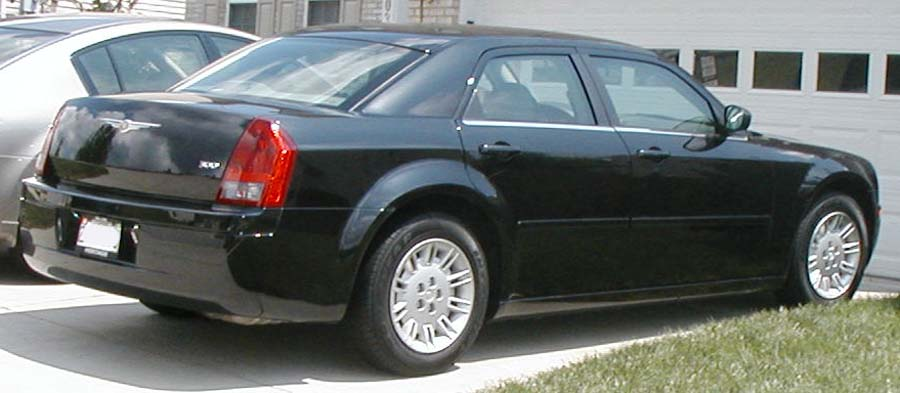
Chrysler 300

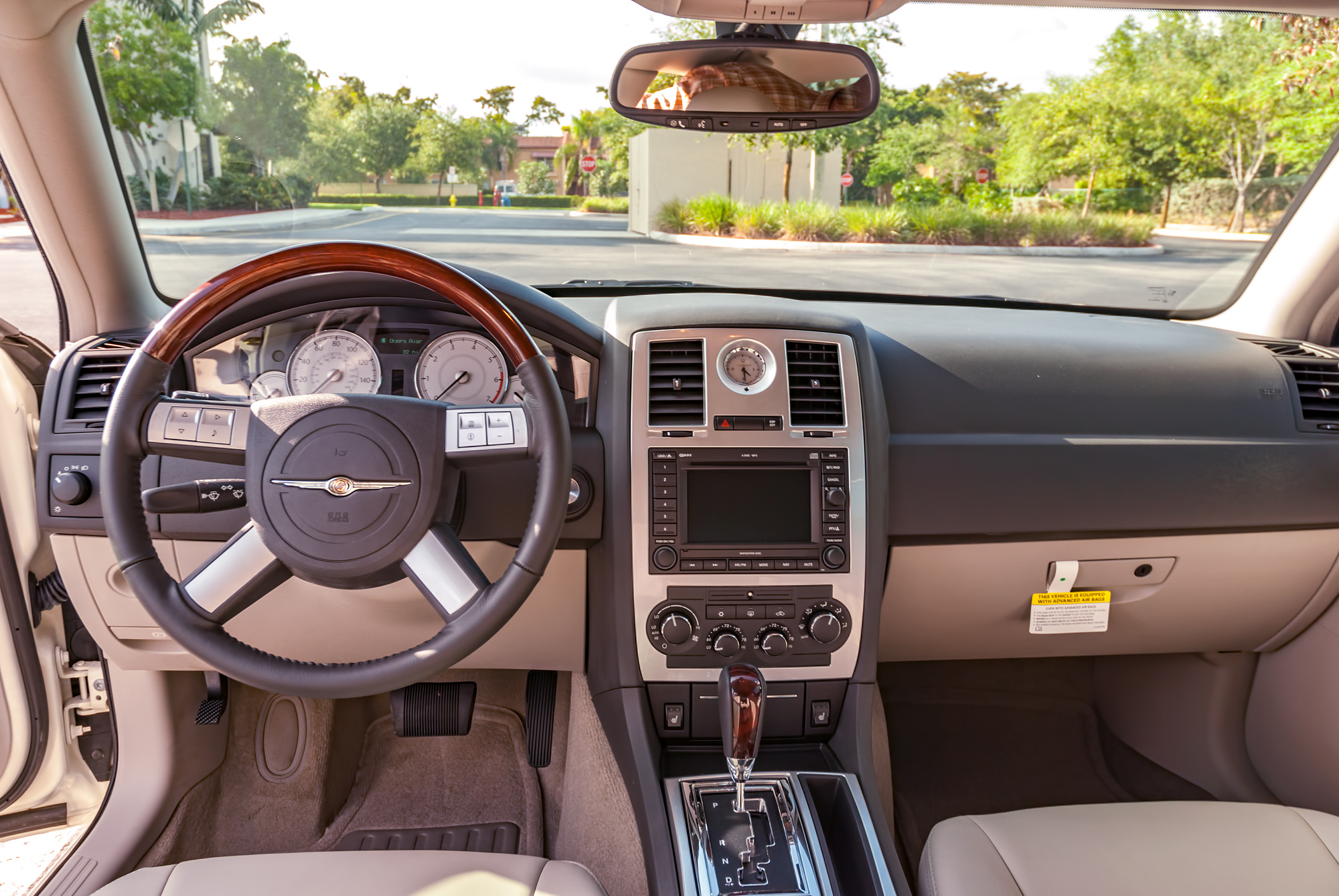
Салон

Перше покоління 300 базувалося на задньопривідній платформі Chrysler LX platform з компонентами Mercedes-Benz W210, в тому числі конструкція задньої підвіски, передні сидіння, рульова колонка, дизайн 5-ступінчастої автоматичної коробки передач, а також повнопривідна система 4Matic. Chrysler 300 також оснащувався передньою підвіскою на подвійних поперечних важелях від Mercedes-Benz S-Клас W220.
В США модель називалась Chrysler 300, а літера C в назві добавлялась тільки в версій з двигунами V8. Більше того, 300 і 300C відрізнялись оформленням передка. В Європі модель продавалась як Chrysler 300C.

 Base  

Базовими для 300 є стандартні 17-дюймові колеса, 4 дискових гальма, 4-ступінчастий автомат, двигун 2,7 л. і т. д. Комплектація Base була перейменована в LX в 2008 році.

 Touring  

Від комплектації Base, Touring відрізняється 3,5 л. двигуном, AM/FM радіо з CD програвачем і допоміжним аудіо роз'ємом, електронною системою стабілізації (ESP), центральним замком з ДУ, шкіряною обробкою сидінь і супутниковим радіо SIRIUS. Ця модель була перейменована в Touring Plus в 2009 році.

 Limited  

Від комплектації Touring, Limited відрізнялася 5-ступінчастою коробкою від Mercedes-Benz, 18-дюймовими колесами з хромованими дисками і двозонним клімат-контролем.

  300C  

Основною відмінністю 300C є 5,7 л двигун Hemi V8.
Харизматичний Chrysler 300С запропонований у Executive і Limited комплектаціях.
Базова Executive постачається з 18-дюймовими литими дисками коліс, шкіряним інтер'єром, двозонним клімат-контролем, круїз-контролем, підігрівом передніх та задніх сидінь, мультимедійною системою з 8.4-дюймовим сенсорним екраном з навігацією, цифровим радіо, камерою заднього виду та аудіосистемою Alpine на 9 динаміків. Модель Luxury пропонує: хромовані декоративні елементи, 20-дюймові литі диски, функцію вентиляції для передніх сидінь, стьобані шкіряні сидіння та чималий перелік активних елементів безпеки, включаючи: адаптивний круїз-контроль, систему слідкування за розміткою та систему попередження про можливе зіткнення. Обидві моделі запропоновані з сімома подушками безпеки та передніми і задніми сенсорами паркування. Нові моделі мають три роки/100.000 км гарантії.

 Heritage Edition 

Ця версія є похідною 300C, і відрізняється від неї хромованими вставками на кузові, спеціальною символікою, а також спеціальними шинами на 20-дюймових колесах. Це перший автомобіль Chrysler з фарами SmartBeam. До її складу також входять передні сидіння з символами 300C, вшитими в підголовники. Heritage Edition дебютував на автосалоні в Лос-Анджелесі в січні 2006 року.

 SRT-8 

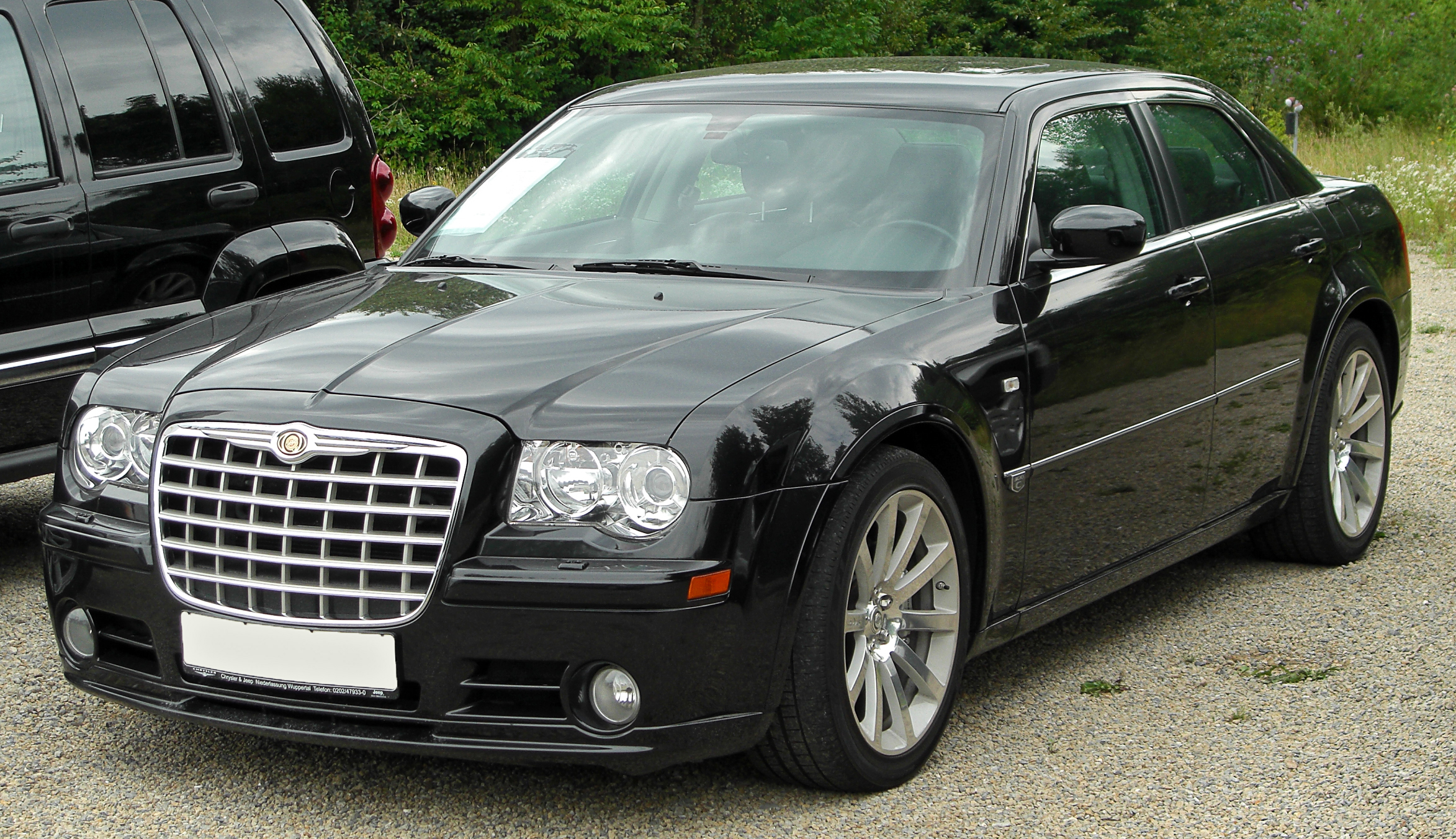
Chrysler 300C SRT8

Chrysler представив SRT-8 на Pebble Beach Concours d'Elegance в 2004 році. Версія оснащена новим 6,1 л Hemi V8, потужністю 425 к.с. (317 кВт). Попередніми цільовими показниками для SRT-8 є розгін до 100 км/год за 4 секунди і чверть милі 13-секундному діапазоні. Він надійшов у продаж в лютому 2005 року і коштував 43 695 доларів США станом на 2006 рік, плюс податки. Додатковими можливостями є шкіряний сидіння і 20-дюймові поліровані алюмінієві диски, гальма Brembo, а також задній спойлер.

 300C Touring 

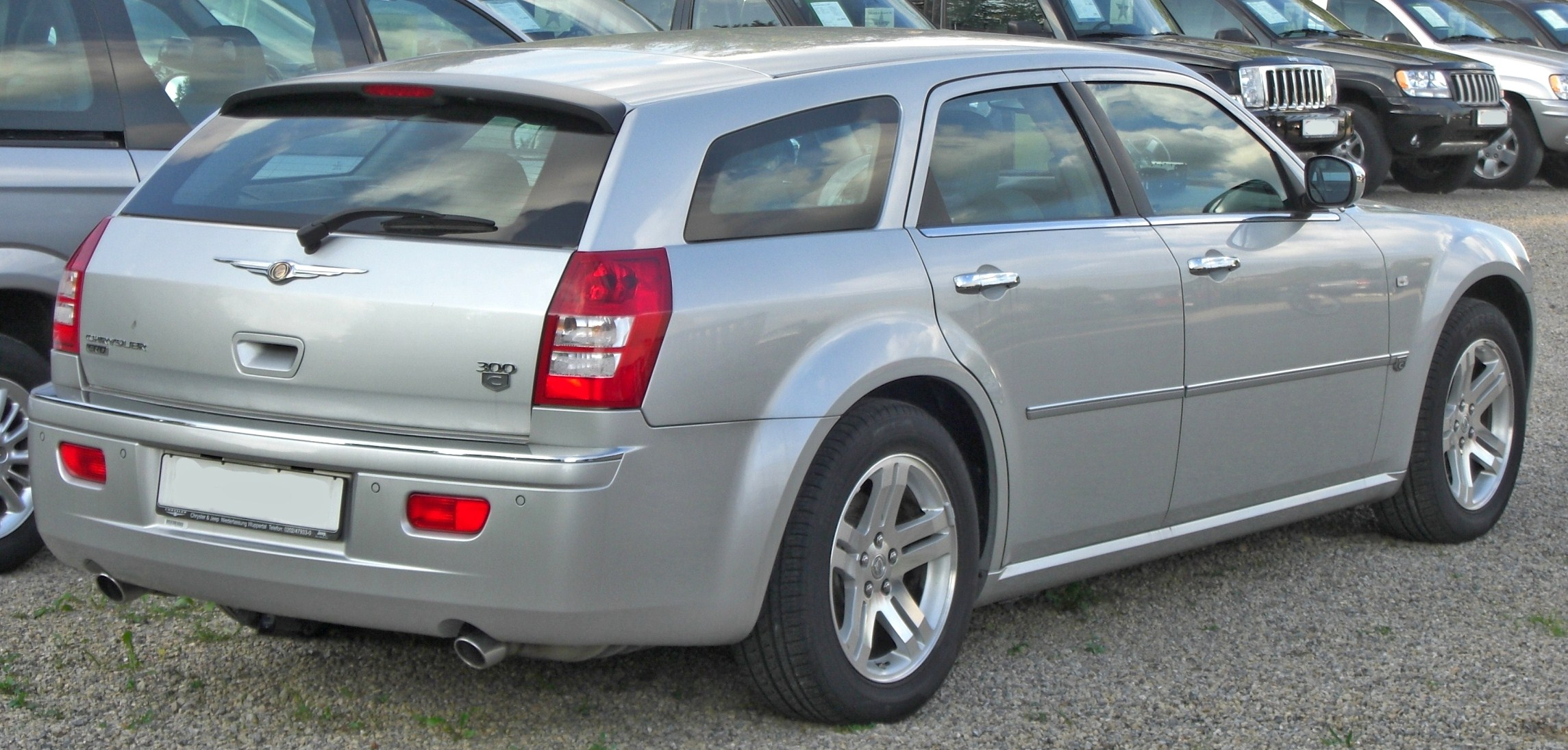
Chrysler 300C Touring

300C продається в Австралії та Європі як седан і універсал, проте базові версії (Base) в Європі не продаються. Універсал іменується як 300C Touring (не плутати з комплектацією «Touring»). Збірка знаходиться на заводі Magna Steyr в місті Грац, Австрія.

 ASC Helios 300 

ASC створила версію кабріолет Chrysler 300C, що отримала назву ASC Helios 300, і представила його на Північноамериканському міжнародному автосалоні на початку 2005 року. Незважаючи на чутки, Chrysler підтвердив, що автомобіль не буде виготовлятись.

 Executive Series 300 

Walter P. Chrysler Executive Series 300 — подовжена версія (+ 152 мм) автомобіля. Вперше була показана на Автосалоні в Нью-Йорку в 2006 році.

 Нагороди 

У 2005 році журнали Motor Trend і Car and Driver внесли автомобіль в список 10-ти найкращих автомобілів 2005—2006 років. Також автомобіль був найкращим автомобілем року в Канаді в 2005 році в номінації Найкращий люксовий автомобіль.

### Двигуни
| Модель            | Об'єм см³ | Потужність кВт (к.с.) при об/хв | Крутний момент Нм при об/хв | Особливості                                    | Роки виробництва |
| ----------------- | --------- | ------------------------------- | --------------------------- | ---------------------------------------------- | ---------------- |
| Бензинові         |           |                                 |                             |                                                |                  |
| 2.7 V6            | 2736      | 142 (193)/6400                  | 257/4000                    | 4-ст. АКПП                                     | 2004–2008        |
| 3.5 V6            | 3518      | 183 (249)/6400                  | 340/3800                    | 4-ст. АКПП; в Touring також з AWD з 5-ст. АКПП | 2004–2008        |
| 5.7 Hemi-V8       | 5654      | 250 (340)/5000                  | 525/4000                    | 5-ст. АКПП; в Touring також з AWD              | 2004–2011        |
| 6.1 Hemi-V8 SRT-8 | 6059      | 317 (431)/6000                  | 569/4800                    | 5-ст. АКПП                                     | 2004–2011        |
| Дизельний         |           |                                 |                             |                                                |                  |
| 3.0 CRD           | 2987      | 160 (218)/4000                  | 510/1600                    | 5-ст. АКПП                                     | 2004–2011        |

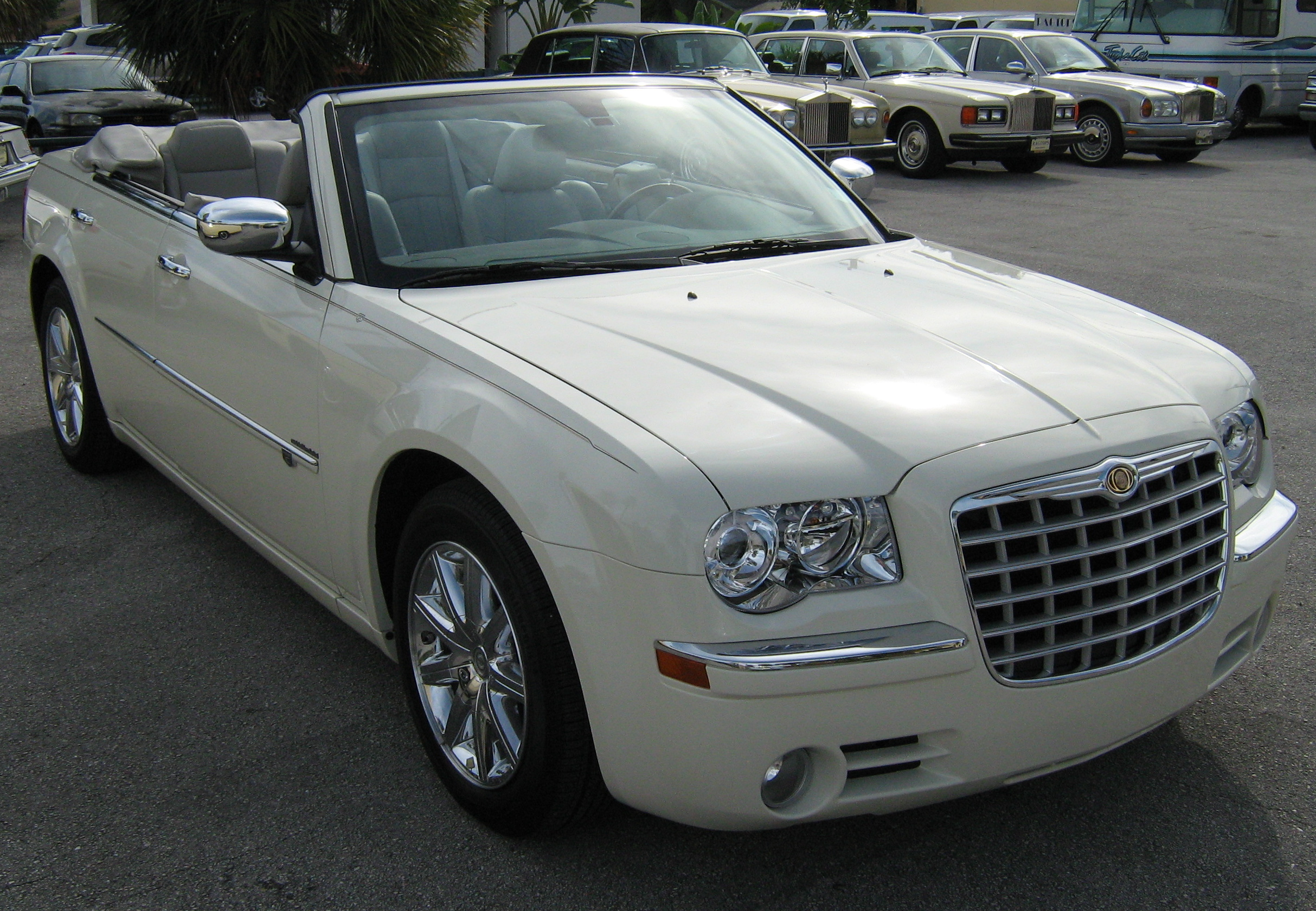
Chrysler 300C Convertible
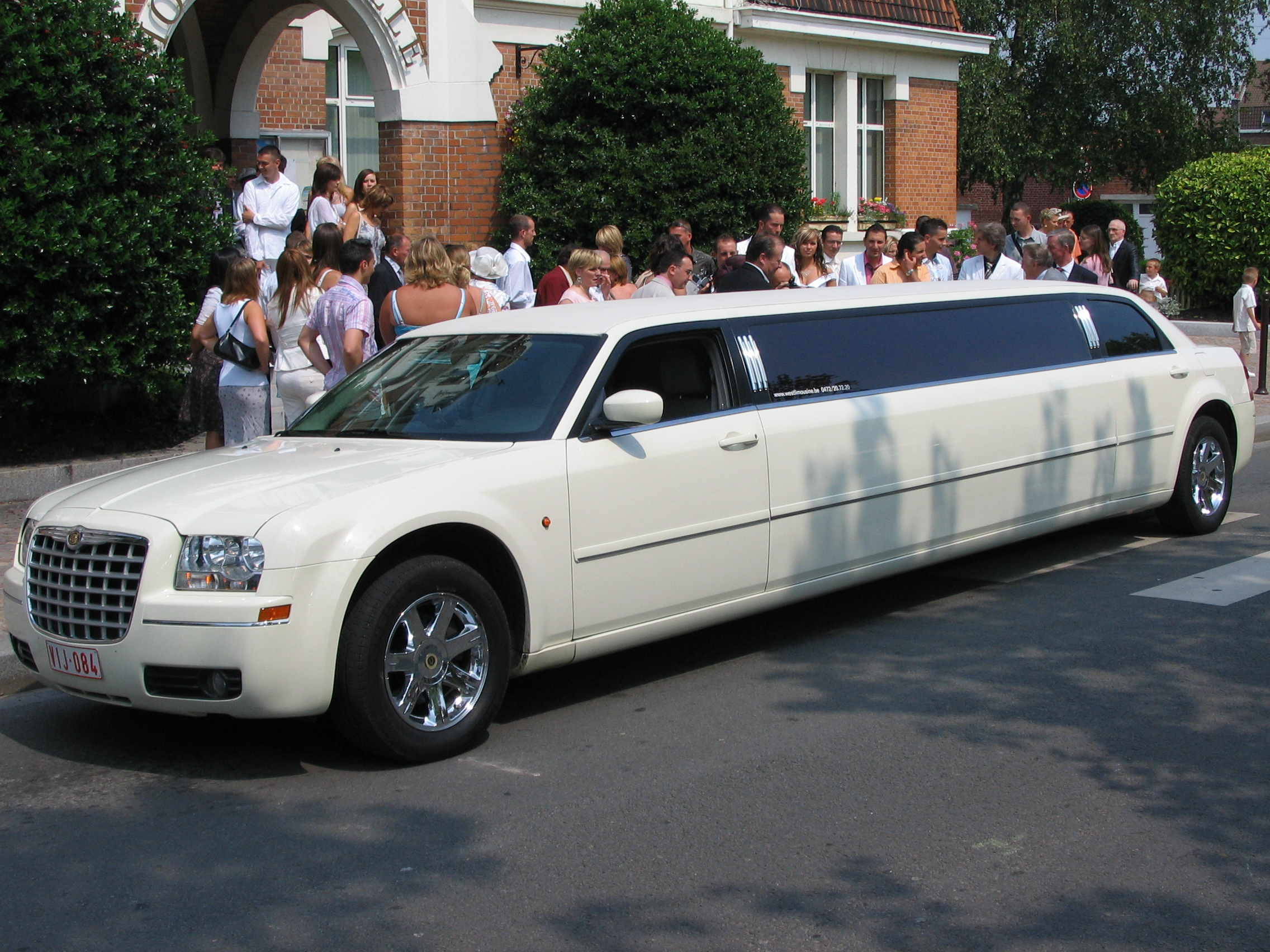
Chrysler 300C Stretch

## Друге покоління (2011—2023)

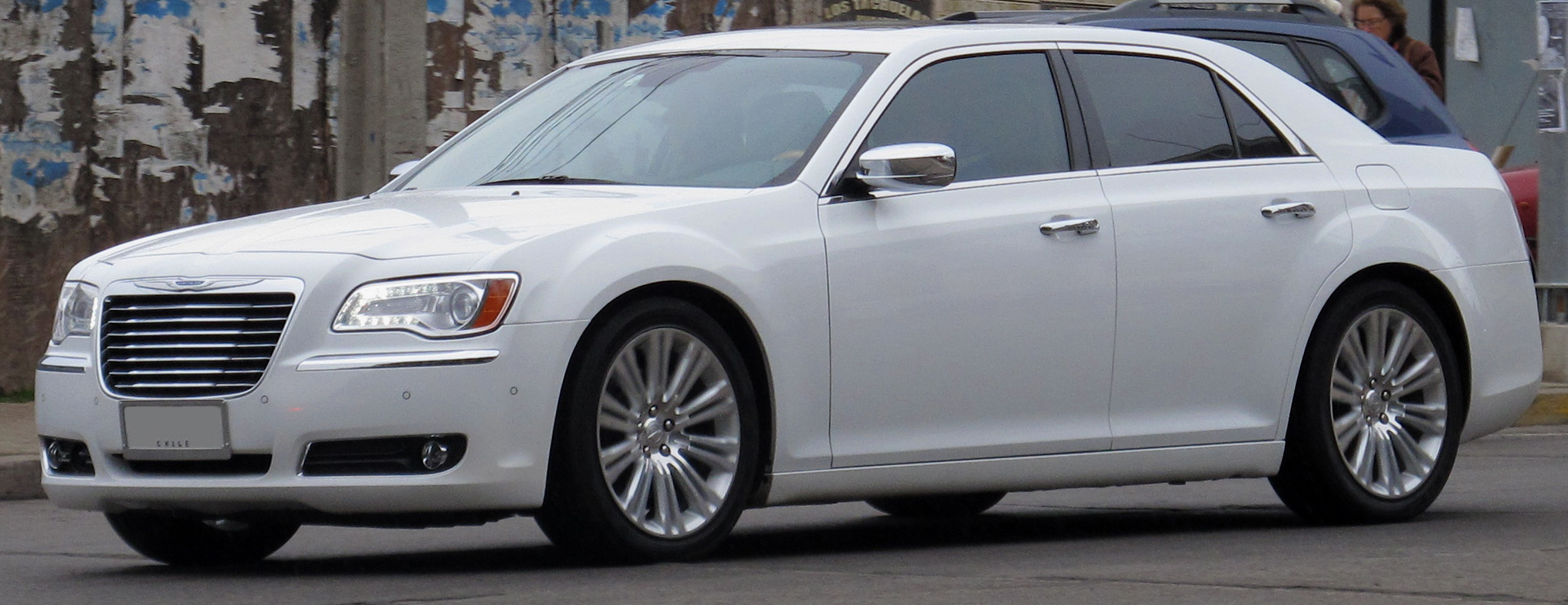
Chrysler 300 (2011—2015)

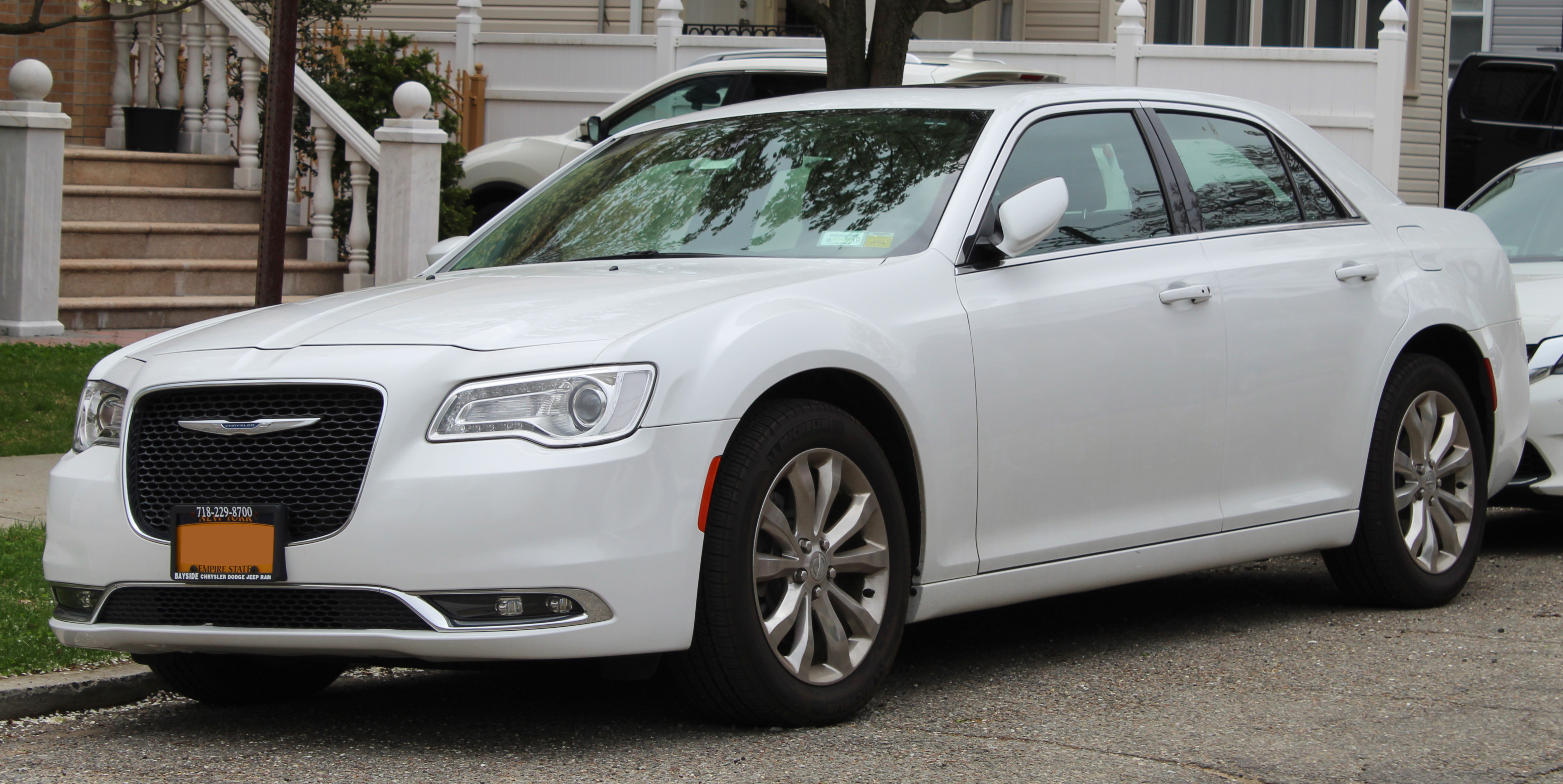
Chrysler 300 (з 2015)

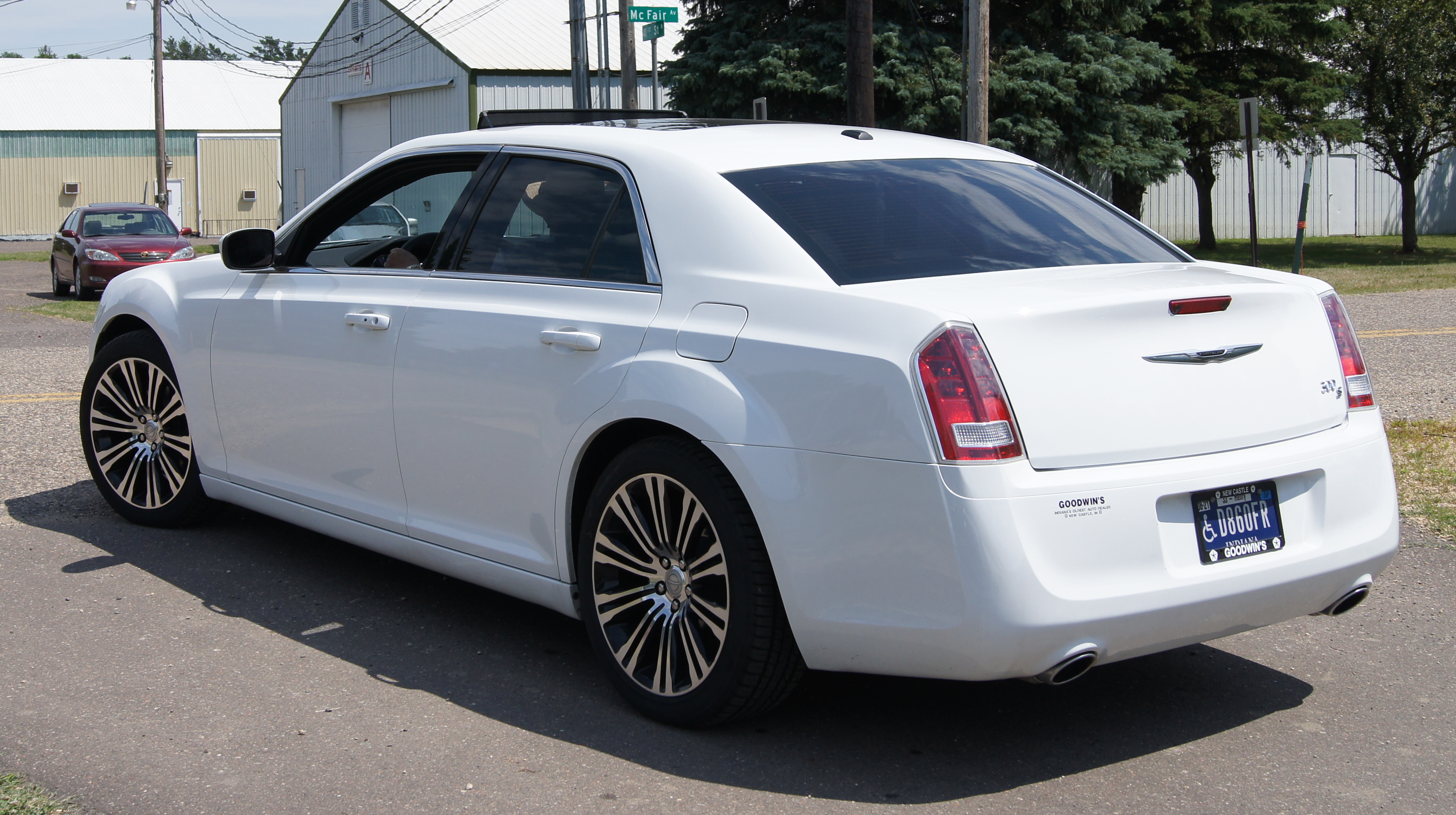
Chrysler 300

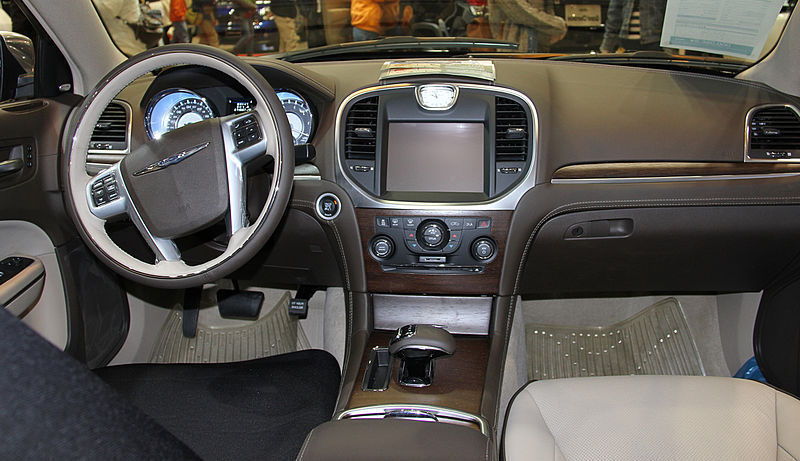
Салон

Друге покоління Chrysler 300 було представлено в 2011 році. Автомобіль збудований на платформі Chrysler LD platform. Це повністю перероблена та оновлена платформа, але тісно пов'язана з оригінальною Chrysler LX platform.
Основними відмінностями є змінений кузов, бі-ксенонові фари HID, світлодіодні денні ходові вогні, змінені задні ліхтарі зі світлодіодами і горизонтальні прорізи на решітці радіатора. Автомобіль також має оновлену версію крилатої емблеми Chrysler. Новий 300 має додаткові 20-дюймові поліровані алюмінієві диски. Оновлений інтер'єр отримав нову приладову панель з м'яких матеріалів, 8,4-дюймовий сенсорний UConnect, нове рульове колесо і центральну консоль. На обидва передніх сидіння встановлені подушки безпеки, які стали стандартом у всіх комплектаціях. 2,7-і 3,5-літрові двигуни були замінені на 3,6-літровий Pentastar V6 потужністю 292 кінських сил (218 кВт) і 260 фунт/фут3 (350 Нм) крутного момента. 5,7-літровий HEMI V8 з 363 кінськими силами залишився доступний. 3,0-літровий турбодизель V6 буде доступний в Європі.
У 2011 році модель пропонується в конфігураціях Touring, Limited, 300C і 300C AWD. Touring і Limited будуть поставлятися з V6 Pentastar, а на 300C встановлюватимуть 5.7 л. Комплектація 300S була введена в 2011 році на автосалоні в Нью-Йорку з затемненими ґратами радіатора і фарами, а також 20-дюймовими полірованими алюмінієвими чорними дисками. 300S також має у своєму складі 10 динаміків аудіо-системи Beats Audio.
300C буде продаватися як Lancia Thema на всіх європейських ринках, за винятком Великої Британії й Ірландії, де він збереже емблему Chrysler.
У 2016 році, версія седана 300 Limited Anniversary від Крайслер ознаменовує 90-у річницю компанії. Новий пакет SafteyTec Plus додає систему попередження про небезпеку зіткнення на високій швидкості, а версія 300S отримала покращену підвіску та комплект шин. Система UConnect удосконалена новими функціями — Drag and Drop, Siri Eyes Free та Do Not Disturb. Chrysler 300 2016 року обладнаний прославленим двигуном Pentastar V6, об'ємом 3,6 л., який є стандартним для всіх 4-х версій. Модифікації 300S мають трохи більше потужності — 300 к.с проти типових 292 к.с. Для цього двигуна передбачена опція повного приводу. Для 3-х вищих рівнів комплектації доступний двигун Hemi V8 5,7 л., потужністю 363 к.с. Обидва двигуни скооперовані із 8-ступеневою автоматичною трансмісією. Витрата палива для версій із V6 по автомагістралі становить близько 7,59 л/100 км — досить хороший показник, як для такого великого автомобіля. Високопродуктивний V8 споживає значно більше палива, досягаючи 9,41 л/100 км.
В 2021 модельному році Chrysler припинив випуск седану в комплектаціях 300C та 300 Limited.
Седан Chrysler 300 2022 пропонує великий, навіть за мірками класу, багажник об'ємом 460 л. Для зручного перевезення довгих вантажів спинки заднього ряду можна скласти за схемою 60/40.

### SRT-8
Версія SRT-8 була показана в 2011 році на автосалоні в Нью-Йорку. Вона оснащується 6,4-літровим двигуном HEMI V8 потужноістю 465 к.с. (347 кВт), нова 300 SRT-8 може розганятися від 0 до 100 км/год за 4 секунди.

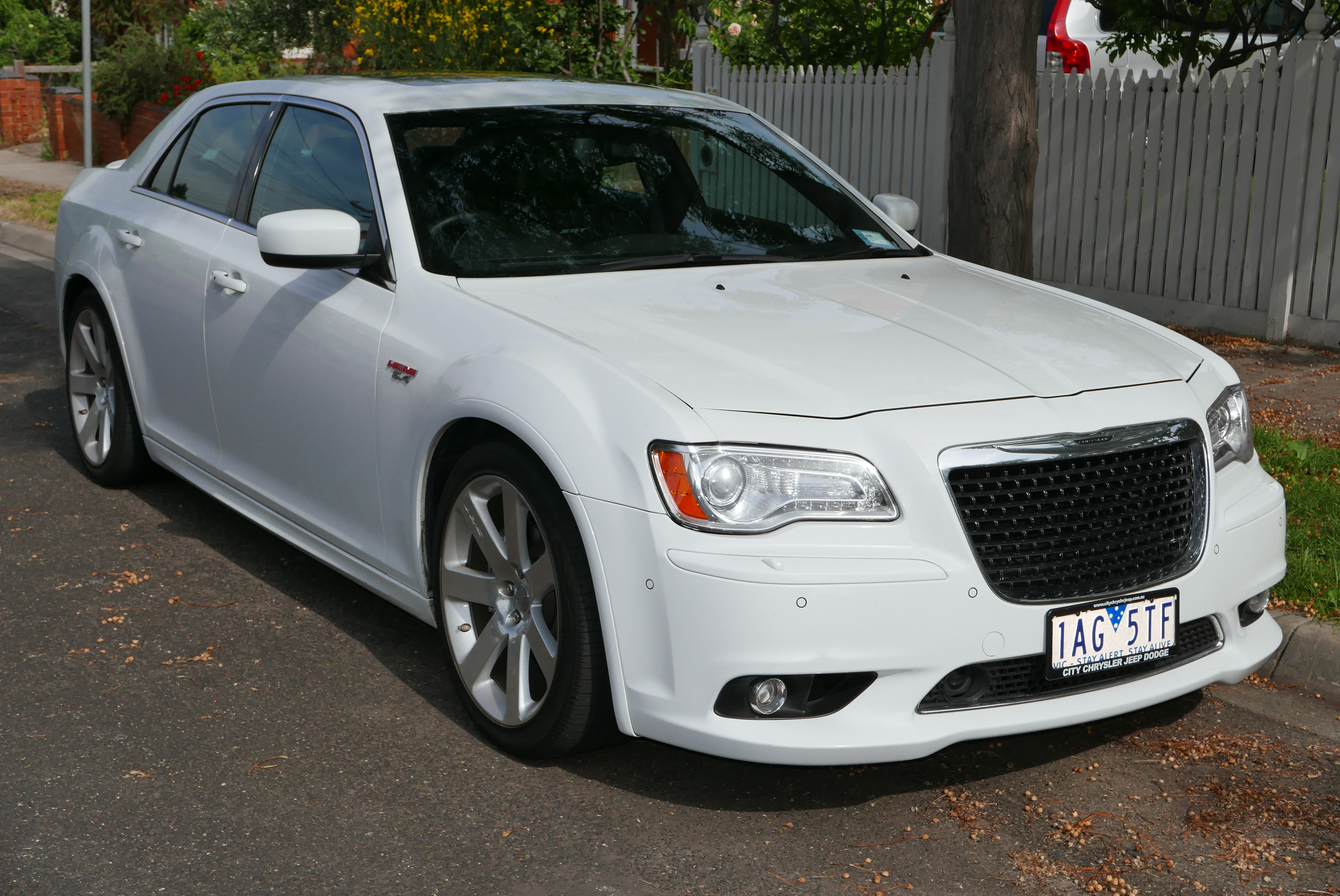
Chrysler 300 SRT8
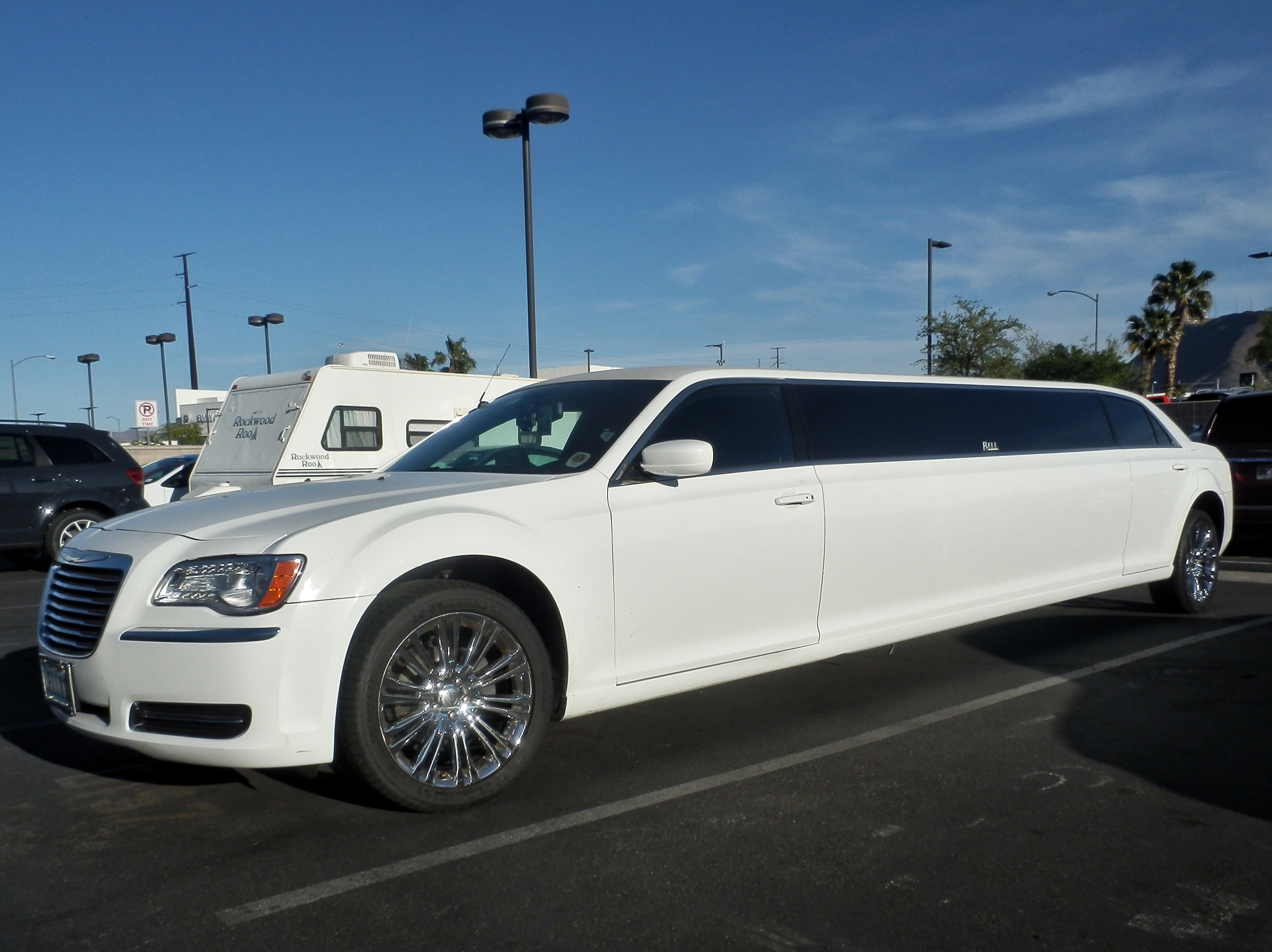
Chrysler 300 Stretch
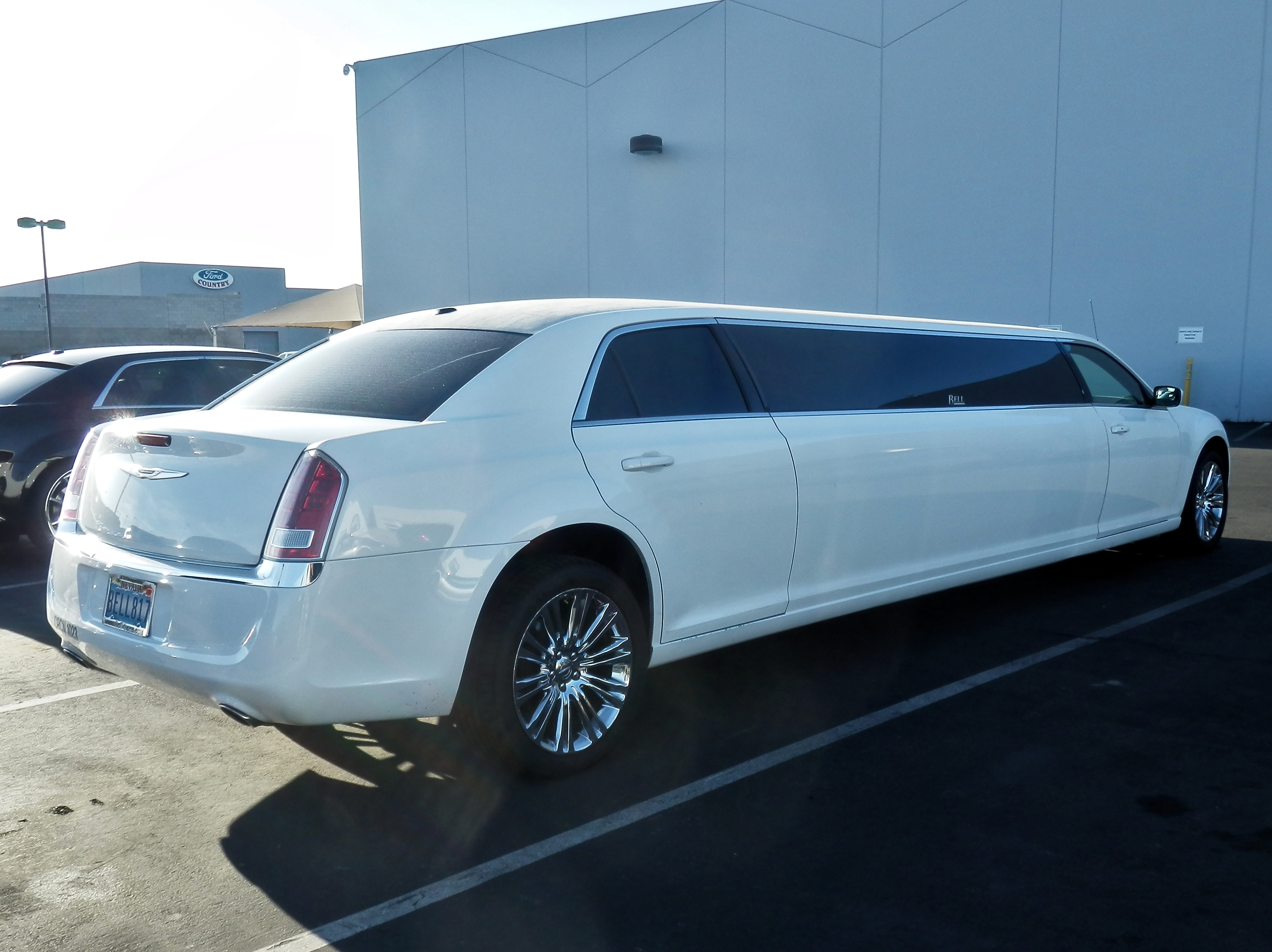
Chrysler 300 Stretch
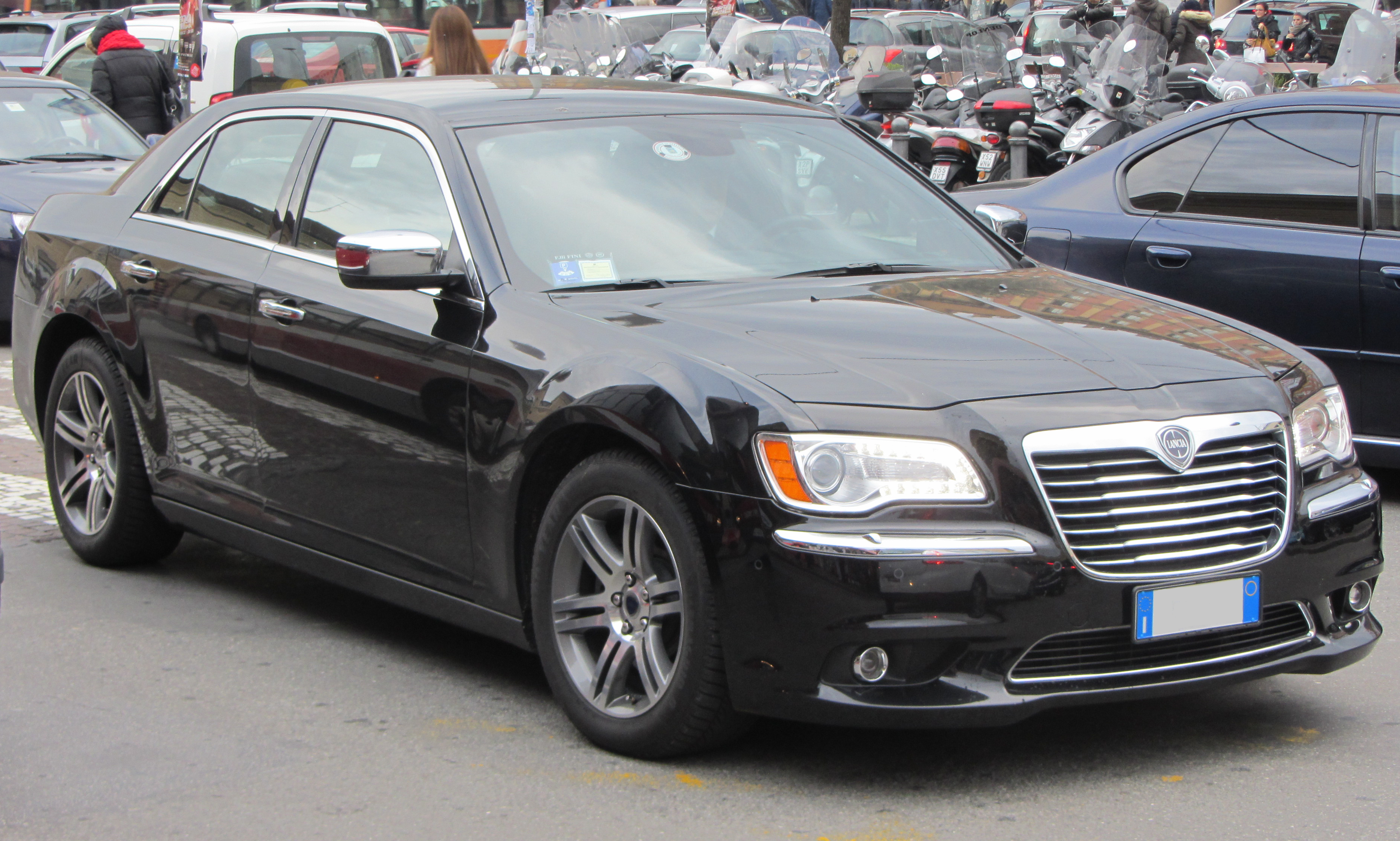
Lancia Thema

#### Двигуни
- 3.0 л Pentastar V6 234 к.с. (Китай)
- 3.6 л Pentastar V6 286 к.с.
- 5.7 л HEMI V8 352 к.с.
- 6.4 л HEMI V8 476 к.с.
- 3.0 л VM A630 turbodiesel V6 239 к.с.

## Продажі
| рік    | США       | Канада  |
| ------ | --------- | ------- |
| 2004   | 112,930   | 10,048  |
| 2005   | 144,068   | 14,654  |
| 2006   | 143,647   | 13,316  |
| 2007   | 120,636   | 10,021  |
| 2008   | 62,352    | 7,443   |
| 2009   | 38,606    | 5,234   |
| 2010   | 37,116    | 4,180   |
| 2011   | 36,285    | 3,045   |
| 2012   | 70,747    | 5,760   |
| 2013   | 57,724    | 5,375   |
| 2014   | 53,382    | 4,117   |
| 2015   | 53,109    | 4,443   |
| 2016   | 53,241    | 3,662   |
| 2017   | 51,237    | 4,332   |
| 2018   | 46,593    | 3,512   |
| 2019   | 29,213    | 1,949   |
| всього | 1,110,886 | 101,091 |